# 小牧市総合運動場野球場

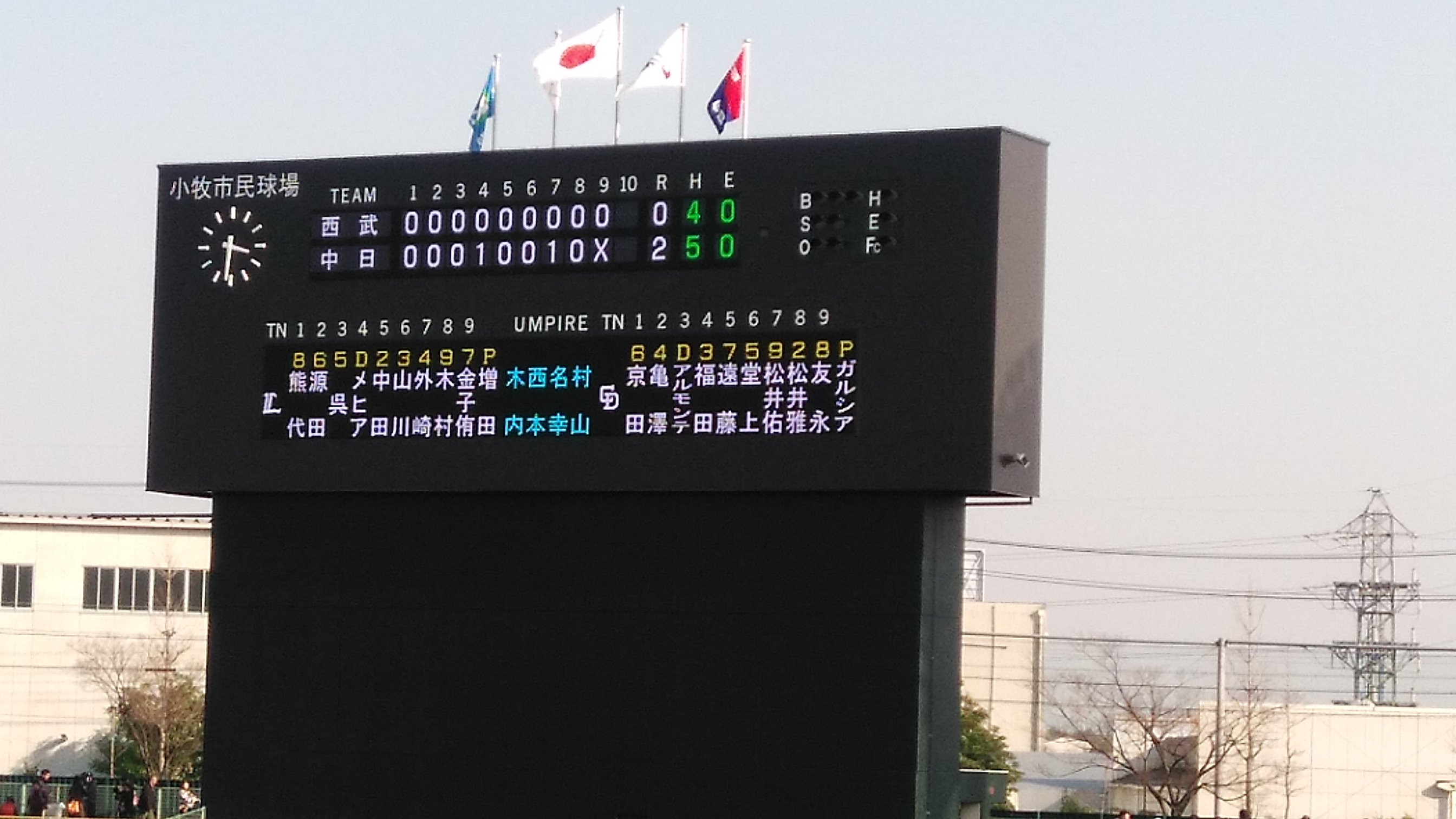
2018年に改修された小牧市民球場のスコアボード(2018年3月13日・中日 - 西武戦)

小牧市総合運動場野球場（こまきしそうごううんどうじょうやきゅうじょう）は、愛知県小牧市の小牧市総合運動場内にある野球場。通称「小牧市民球場」。

## 概要
小牧市にある小牧市総合運動場内にある野球場。メインスタンドの正面や照明塔に「小牧市民球場」と記されていることから、この通称で呼ばれることが多い。施設の運営管理は、小牧市によって行われている。
開設以来、高校野球などアマチュア野球公式戦が行われている。プロ野球では、愛知県を保護地域とする中日ドラゴンズが2007年よりオープン戦を1試合開催している（この試合の勝利チームには「小牧市長杯」が贈られる）が、公式戦は行われていない。
2017年（平成29年）早稲田実業学校・清宮幸太郎はこの球場で行われた享栄高等学校との試合で高校通算100本目となる場外本塁打を放った。

## 歴史
- 1988年（昭和63年）3月19日 - 完成
- 2007年（平成19年）12月3日 - 2008年3月14日 - 改修工事
- 2017年（平成29年）7月24日 - 2018年2月28日 - スコアボード改修工事。LED化とスピードガンを新設。バックネット裏にもLEDのBSOボードとスピードガンも新設。

## 施設
- 両翼：92m、中堅：120m
- 内野：クレー舗装、外野：人工芝
- 照明設備：照明塔6基
- スコアボード：LED式 (2018年より。フルカラー方式を導入。スコア以外にも各種メッセージを表示できるようになった。)
  - 2017年までは磁気反転式を導入していた。（スコア表示部は7セグメント式、選手名表示部は9人しか表示できないため指名打者制を採用する試合では、攻撃時は投手を表示せず、守備時は指名打者の打順に投手を表示していた。）
- 収容人数：約12,000人（内野ネット裏席 1385席　内野１・３塁ベンチ席 4366席 外野芝生席 約6250席）
- 一・三塁側スタンド下に室内練習場あり（ブルペン兼用）

## 所在地
- 愛知県小牧市大字上末3450-303 小牧市総合運動場内

## プロ野球オープン戦での結果
平成
- 2007年（平成19年）3月14日（水） 中日ドラゴンズ 2 - 6 阪神タイガース 観客人数 7045人
- 2009年（平成21年）3月11日（水） 中日ドラゴンズ 2 - 6 埼玉西武ライオンズ 観客人数 5084人
- 2010年（平成22年）3月10日（水） 中日ドラゴンズ 9 - 4 埼玉西武ライオンズ 観客人数 4755人
- 2011年（平成23年）3月9日（水） 中日ドラゴンズ 6 - 2 東京ヤクルトスワローズ 観客人数 4525人
- 2012年（平成24年）3月14日（水） 中日ドラゴンズ 1 - 6 北海道日本ハムファイターズ 観客人数 4858人
- 2013年（平成25年）3月10日（日） 中日ドラゴンズ 8 - 7 埼玉西武ライオンズ 観客人数 7535人
- 2014年（平成26年）3月6日（木）　中日ドラゴンズ 2 - 1 埼玉西武ライオンズ　観客人数 3324人
- 2015年（平成27年）3月2日（月）　中日ドラゴンズ 3 - 5 千葉ロッテマリーンズ　観客人数 3812人
- 2016年（平成28年）3月3日（木）　中日ドラゴンズ 2 - 4 広島東洋カープ　観客人数 4584人
- 2017年（平成29年）3月7日（火）中日ドラゴンズ 4 - 5 読売ジャイアンツ　観客 7030人
- 2018年（平成30年）3月13日（火）中日ドラゴンズ 2 - 0 埼玉西武ライオンズ　観客 5208人
- 2019年（平成31年）3月6日 （水）中日ドラゴンズ 5 - 2 横浜DeNAベイスターズ 観客 6134人

令和
- 2020年（令和2年）～2024年は開催なし。
- 2025年（令和7年）3月14日 （金）中日ドラゴンズ 4 - 4 埼玉西武ライオンズ　観客 6616人